# Parafossarulus manchouricus
Parafossarulus manchouricus es un molusco gasterópodo prosobranquio de agua dulce de la familia Bithyniidae.
La importancia de esta especie está dada por el hecho de que, desde el punto de vista médico, en el este de Asia es huésped del trematodo hepático Clonorchis sinensis.

## Subespecie
Se ha identificado la siguiente subespecie:
- Parafossarulus manchouricus japonicus (Pilsbry, 1901)

## Descripción
La concha de este caracol tiene 5,5 vueltas. Además, puede medir hasta unos 6 milímetros de ancho y tener una altura de 10 milímetros.
El número de cromosomas haploides de Parafossarulus manchouricus es n=17.

## Distribución
Esta especie se la puede encontrar en la cuenca del río Amur, en Rusia, así como en las islas de Honshū, Kyushu y Shikoku de Japón; también está presente en Corea, Taiwán  y China.
La localidad tipo es el río Amur y otros ríos del sur de Siberia ("le fleuve Amour et divers cours d'eau de la Sibérie méridionale").

## Hábitat
Parafossarulus manchouricus vive en estanques poco profundos y en canales de riego.

## Parásitos
Esta especie es un primer huésped intermedio de Clonorchis sinensis . 

## Otras lecturas
- Kim C. H. "Study on some differences between Bithynia misella and Parafossarulus manchouricus". Korean Journal of Parasitology.
- Chun S. K. (June 1964). "Studies on Parafossarulus manchouricus Bourguigant in Korea". Kisaengch'unghak Chapchi. 2 (1): 27–34.

- Datos: Q7134553